# Blanca Lleó Fernández

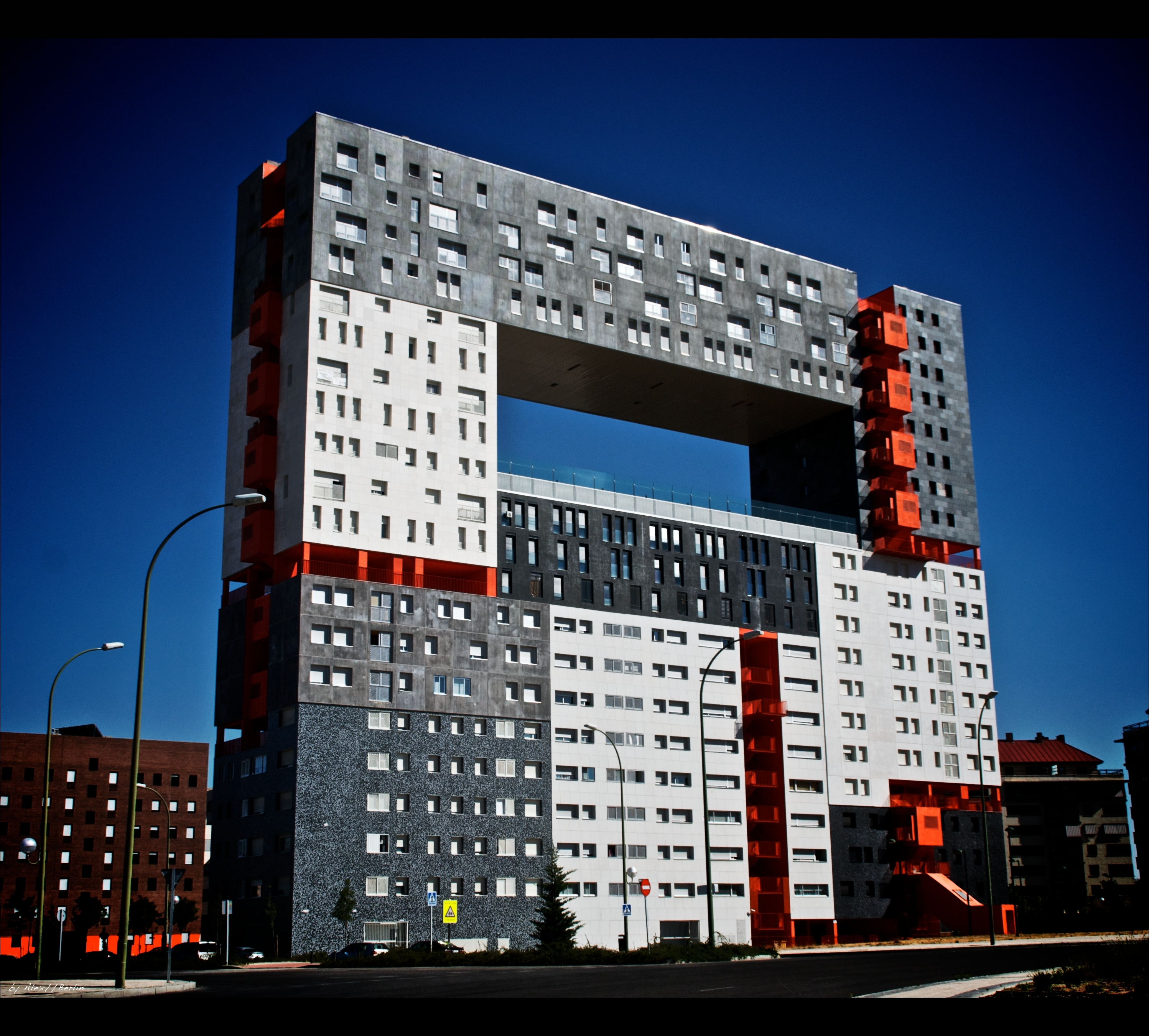
Edificio Mirador, MVRDV y Blanca Lleó

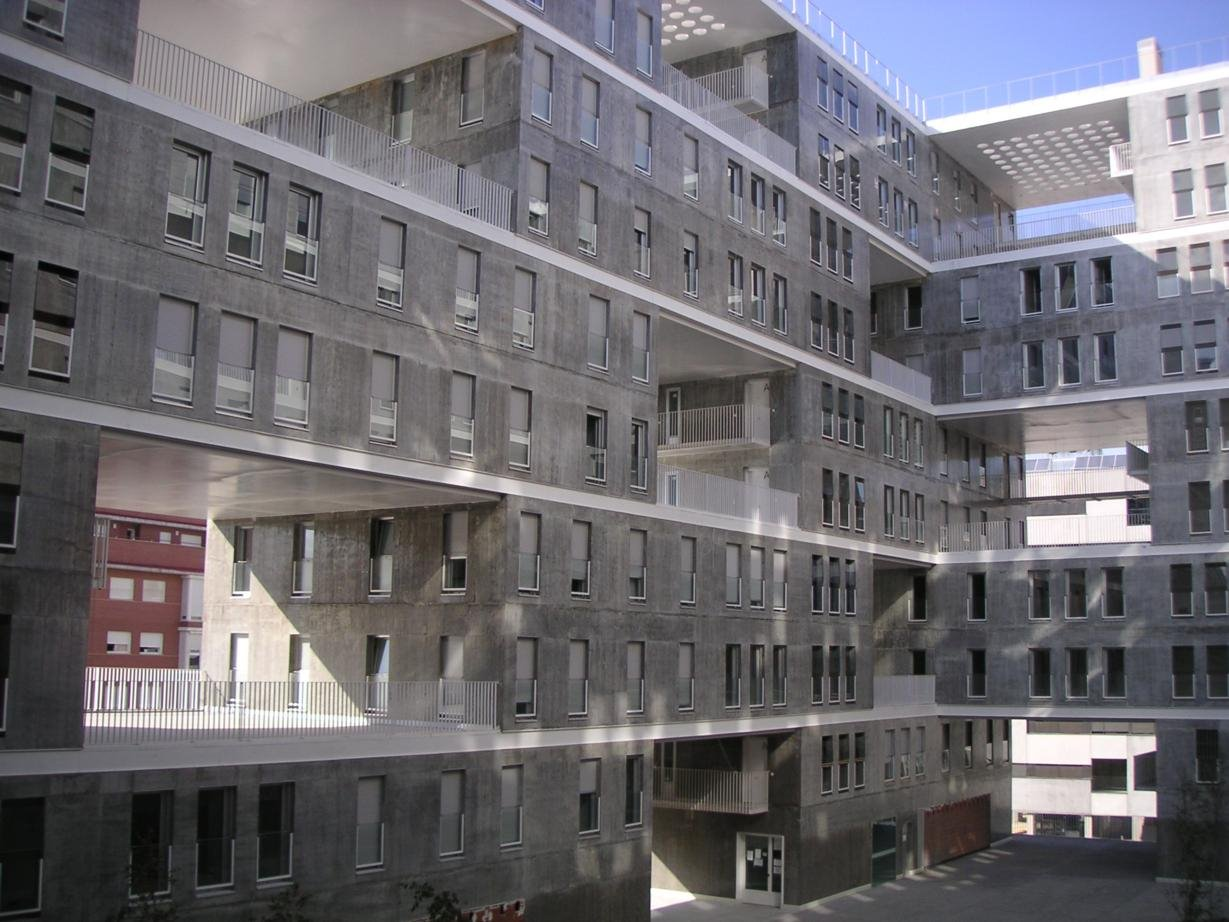
Edificio Celosía, Blanca Lleó

Blanca Lleó Fernández, (Madrid, 1959) es una arquitecta, ganadora de varios premios Nacionales de Arquitectura.

## Formación
Blanca Lleó estudió arquitectura en la Escuela Técnica Superior de Arquitectura de Madrid, donde se tituló como arquitecta.
Se doctoró en el año 1996 en Arquitectura por la Escuela Técnica Superior de Arquitectura de Madrid, siendo el título de su tesis: “La casa, sueño de habitar en el proyecto moderno, un proyecto inacabado”, por la que recibió el Premio Extraordinario Tesis Doctoral de la Universidad Politécnica de Madrid 1995-1996, y en el año 1997 el primer Premio I Concurso de Tesis Doctorales de Arquitectura de la Fundación Caja de Arquitectos.

## Trayectoria profesional
Fundó en 1985 su propio estudio de arquitectura donde ha realizado entre otros los proyectos:
- Faro de Nules (1989-1991) (1er premio concurso nacional), promovido por el MOPU.[3]
- Cárcel de Jaén, (1985-91). En este proyecto, el equipo dirigido por la arquitecta y compuesto por los arquitectos Jesús San Vicente y Juan Ignacio Mera, se debía diseñar el prototipo para las cárceles españolas de la recién estrenada democracia. La propuesta es una solución modular, contraria al modelo panóptico decimonónico, y adaptada al nuevo marco legal. Se apuesta por la prefabricación, la luz natural y la integración de servicios tales como biblioteca, aulas de formación, patios e instalaciones deportivas.[4]
- Ayuntamiento de Lorca (1989-94) (1er premio concurso nacional de ideas), en colaboración con Javier Maroto. La propuesta es un edificio-puente que conserva parte del edificio del siglo XVIII y añade nuevos espacios para uso administrativo e institucional en una arquitectura que resulta dinámica y fluida a base de la continuidad espacial que generan la transparencia del contenedor y la sucesión de huecos y núcleos de comunicación vertical.[1]
- Parque de las Salinas en Cádiz (1991) (1er premio concurso nacional de ideas), proyecto del que es también autor el arquitecto Javier Maroto, que destaca por su intención de potenciar “el espacio social de la naturaleza”, su capacidad para aglutinar diversos usos, más allá del paisajístico, sin renunciar a la sostenibilidad ambiental. Tras el concurso y la ejecución del proyecto el área fue declarada parque natural.[5]
- Autobús-biblioteca Bibliobus (1984-85), diseñado conjuntamente con Jesús San Vicente y Pedro Urzaiz. Se trata de un autobús-biblioteca promovido por el Ministerio de Cultura para acercar el servicio de préstamo de libros a poblaciones sin biblioteca fija en la Comunidad de Madrid.[6]

También ha centrado su creatividad en el diseño de los edificios de viviendas sociales:
- Edificio Mirador (165 VPO), 156 viviendas VPP, en Sanchinarro (Madrid), con MVRDV (primer premio concurso, 2001-05);[7]

- Edificio Celosía (146 VPO), 146 viviendas VPP, en Sanchinarro (Madrid), con MVRDV (2003-09), fachada de hormigón, 30 patios en altura salteados;
- Edificio Mare Déu (97 VPO) en Barcelona, 97 viviendas en alquiler para jóvenes, siendo un proyecto experimental en un sentido amplio, tanto por el mismo concepto, como por el propio sistema constructivo, ya que el diseño de las instalaciones y la solución de fachada están pensados para una mayor sostenibilidad (económica y ambiental) y eficiencia del edificio.[1]

Como actividades paralelas, ha sido comisaria y diseñadora de las Exposiciones Ignazio Gardella en el MOPU y Isabel Muñoz El Amor y el Éxtasis en el Canal Isabel II PhotoE. Y su obra es reconocida y valorada mundialmente, habiendo obtenido premios del Ayuntamiento de Madrid, Bienal Arquitectura Española, premio Endesa, finalista FAD, seleccionada Premio Mies van der Rohe.

## Publicaciones
Blanca Lleó Fernández ha publicado diversos libros y publicaciones de entre los que podemos destacar: 
- Libro Sueño de Habitar. Colección Arquithesis 3. Ed. Fundación caja de Arquitectos. 206 pgs. Barcelona, 1998. ISBN 84-922594-4-2.[8]
- 156 Housing. Sanchinarro 11. Housing Projects, 15 Proyectos de vivienda E.M.V. Editorial Rueda. 2003 Pg. 14-25. ISBN 84-7207-1938-3.
- Libro editado por EMVS. ISBN 978-84-935142-9-7. 223 páginas. Nov. 2006.
- “Perfiles y siluetas de Madrid”. Libro editado por Abertis Telecom por el 25 aniversario de Torrespaña. 2007 Dep. legal: M-41146-2007. Pag. 132-133.
- Publicación. Edificio Celosía en Architecture & Culture. N.º 341 pags. 52-61.
- “Contemporary Architecture”. Links. 2009 ISBN 978-84-96969-20-9.
- Publicación. Edificio Celosía en revista Domus, n.º 931 12/09, pags. 14-19. ISBN 9783836509619
- “Habitantes, vecinos y ciudadanos. Arquitectura para la vida cotidiana”. Libro del “Ciclo de Conferencias de Humanidades, Ingeniería y Arquitectura” editado por la UPM. 2010 Pags. 121-138. ISBN 978-84-692-8472-8.
- “Proyectar”. Catálogo editado por el Ministerio de Vivienda con motivo de la décima edición del concurso Europan.2010 Pags. 215-217. ISBN 978-84-937270-0-0.

## Docencia
Como docente llegó a catedrática de Proyectos Arquitectónicos y Adjunta a la Dirección de la Escuela Técnica Superior de Arquitectura de Madrid. También realizó estancias como profesor visitante en Rhode Island School of Design, Cranbrook Academy of Art, Princeton University (USA) y Cambridge University (UK). También se dedica a la investigación centrándola en la vivienda moderna y contemporánea, quedando recogida en diversas publicaciones y libros.